# Euphylliidae
Die Euphylliidae sind eine im Jahre 1857 durch die französischen Zoologen Henri Milne Edwards und Jules Haime aufgestellte Familie großpolypiger Steinkorallen. Die Arten der Familie gehören zu den am meisten in der Meerwasseraquaristik gehaltenen großpolypigen Steinkorallen.

## Merkmale
Kolonien der Familie haben, bei expandierten Polypen  meist die Form einer Halbkugel, die eine geschlossene Oberfläche aus großen, teilweise aufgeblasenen Tentakeln hat. Ziehen sich die Polypen zurück werden die großen Abstände zwischen den einzelnen Koralliten sichtbar. Tatsächlich stehen die Polypen einzeln, oder in kleinen Gruppen auf säulenförmigen Koralliten (phaceloider Wuchs), oder sie sind langgezogen und mäanderförmig gebogen und durch tiefe Gräben voneinander getrennt (flabello-meandroider Wuchs).
Alle Gattungen der Euphylliidae leben mit Zooxanthellen in Symbiosen und beziehen von ihnen einen großen Teil der benötigten Nährstoffe.

## Gattungen

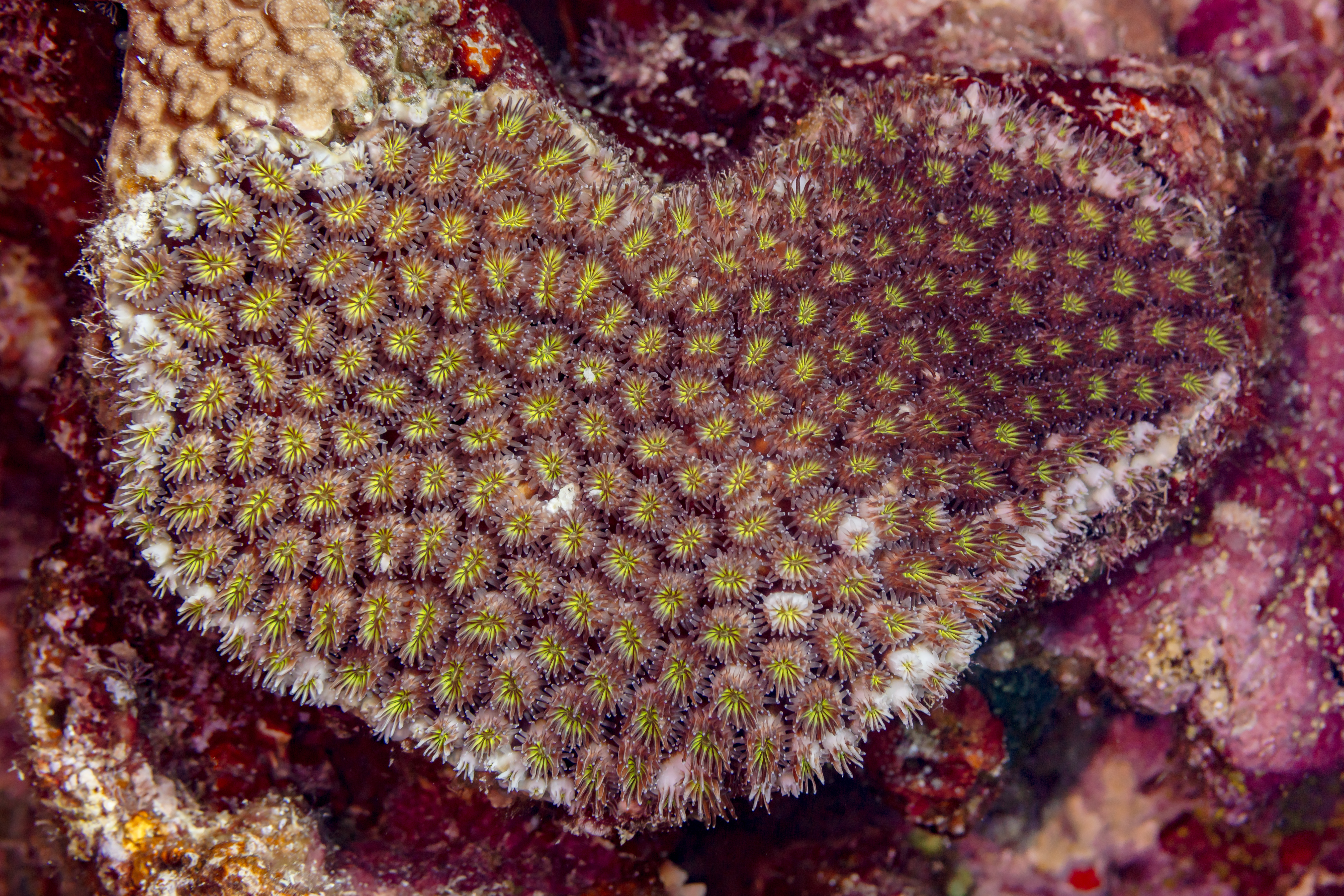
Galaxea fascicularis

Zur Familie Euphylliidae gehören acht Gattungen:
- Catalaphyllia Wells, 1971
- Ctenella Matthai, 1928
- Euphyllia Dana, 1846
- Fimbriaphylla Veron & Pichon, 1980
- Galaxea Oken, 1815
- Gyrosmilia Milne-Edwards & Haime, 1851
- Montigyra Matthai, 1928
- Simplastrea Umbgrove, 1939

Innerhalb der Steinkorallen gehören die Euphylliidae zur großen Klade der „komplexen Korallen“.

## Belege
1. ↑  Hoeksema, B. W.; Cairns, S. (2023). World List of Scleractinia. Euphylliidae Milne Edwards & Haime, 1857. World Register of Marine Species
2. ↑  H. Fukami, C. A. Chen, A. F. Budd, A. Collins, C. Wallace u. a.: Mitochondrial and Nuclear Genes Suggest that Stony Corals Are Monophyletic but Most Families of Stony Corals Are Not (Order Scleractinia, Class Anthozoa, Phylum Cnidaria). In: PLoS ONE. 3(9), 2008, S. e3222. doi:10.1371/journal.pone.0003222